# Kaljenje stekla
Kaljênje stêkla je postopek termične obdelave stekla.
Podobno kakor jeklo moremo kaliti tudi steklo. Treba ga je pogreti do mehkega stanja okoli sedemsto stopinj celzija, nakar se ga hitro ohladi z močnim opihavanjem s hladnim zrakom, ali pa ga potopimo v kako tekočino navadno v solno kislino. Preprosto pojasnjeno se steklo, ki je ves čas kapljevina od zunaj hitro ohladi in skrči ter stisne še neohlajeno notranjost, kar povzroči napetosti, ki se na zunaj manifestirajo kot trdota. Tako steklo je zelo trdo in odporno na udarce. Vendar v primeru da bi vanj vrtali ali mu naredili zarezo oziroma razpoko bi porušili ravnotežje napetosti v notranjosti. Tako steklo se zato hipoma razsuje v drobna zrna.